# Latacunga
Latacunga é uma cidade do Equador, capital da Província de Cotopaxi, localiza-se perto do vulcão Cotopaxi, está a 89 km ao sul de Quito, próxima a confluência dos rios Alaques e Cutuchi onde se forma o rio Patate. Pelo censo de 2001, Latacunga tinha 51.689 habitantes, composta na maioria por mestiços e indígenas.  
Encontra-se a uma hora e meia de Quito pela Rodovia Pan-americana, antiga ligação entre Quito e Guayaquil. Localizada a 2,760 m (9,055 ft) acima do nível do mar. Clima frio com fortes ventos, devido à elevada altitude e a proximidade com picos nevados, o planalto na qual está assentada é estéril e coberto por pedra-pomes (rocha vulcânica de baixa densidade). O vulcão ativo Cotopaxi está só a 25 km e a cidade já foi acometida por varias erupções. Fundada em 1534, foi quatro vezes destruída por terremotos entre 1698 e 1798. As ruínas vizinhas são tidas como sendo de uma cidade datada do Império Inca.  
As comidas mais populares são: torresmo (pururuca), empanadas, bananas, pipoca e o tostado (um tipo de milho assado) freqüentemente misturado com ají (pimenta andina), que dependendo de como foi preparado pode estar muito picante.  
A economia depende da agricultura e floricultura. O aeroporto internacional está desativado, operando somente como base da força aérea. A atividade vulcânica local produziu grandes depósitos de pedra-pomes que são explorados comercialmente assim como também a água gaseificada natural engarrafada sob a marca San Felipe.  
A cena de avião no filme Maria Cheia de Graça foi feita nesta região. A paisagem vista do avião é vizinha a Latacunga.